# Thomisus sundari
Thomisus sundari là một loài nhện trong họ Thomisidae.
Loài này thuộc chi Thomisus. Thomisus sundari được Pawan U. Gajbe & Pawan U. Gajbe miêu tả năm 2001.